# Elaver dorotheae
Elaver dorotheae är en spindelart som först beskrevs av Willis J. Gertsch 1935.  Elaver dorotheae ingår i släktet Elaver och familjen säckspindlar. Inga underarter finns listade i Catalogue of Life.